# علم بونير
علم بونير به مثلث قائم أزرق كبير في الزاوية اليمنى السفلى ومثلث قائم أصفر صغير في الزاوية اليسرى العليا ، ويفصل بينهما شكل مائل أبيض بداخله بوصلة سوداء ذات جسم أبيض وتتوسط هذه البوصلة نجمة سداسية حمراء. اعتمد في 11 ديسمبر عام 1981 ، وشارك في تصميمه كل من المدرس والفنان البونيري (فرانس بوي) وعالم الرايات الأمريكي الراحل (ويتني سميث).

## معاني العلم
- المثلث القائم الأزرق يرمز للبحر.
- المثلث القائم الأصفر يرمز للشمس.
- الشكل المائل الأبيض يرمز للسماء.
- البوصلة السوداء ترمز لسكان بونير الذين قدموا من جهات العالم الأربع.
- النجمة السداسية الحمراء ترمز لقرى بونير الست الأصلية وهي: أنتريول، نيكيبوكو، نورت سالينيا، بلاي، رينكون، تيرا كورا.[2]

## مواصفات العلم
- يقسم العلم بشكل مائل إلى نصفين:
  - المثلث القائم الأزرق يشغل النصف المقابل لأعلى السارية.
  - المثلث االقائم الأصفر يقع أعلى السارية ويساوي عرضه خمسة على اثني عشر من عرض العلم، أما طوله فيساوي مرة ونصف عرضه (مثل المثلث الأزرق).
  - الشكل المائل الأبيض يشغل ما تبقى من النصف المحاذي لأعلى السارية.
- البوصلة السوداء والنجمة السداسية الحمراء:
  - يرسم خط رأسي بعرض العلم ويبعد عن ساريته أفقيا بمقدار عرض المثلث الأصفر.
  - يقع مركز البوصلة والنجمة في منتصف المسافة بين تقاطع الخط الرأسي المرسوم مع وتر المثلث الأصفر وبين تقاطعه مع وتر المثلث الأزرق.
  - ترسم النجمة في دائرة قطرها ربع عرض العلم.
  - الدائرة الداخلية للبوصلة نصف قطرها يساوي ارتفاع أحد المثلثين المكونين للنجمة.
  - الدائرة الخارجية للبوصلة نصف قطرها يساوي طول قاعدة أحد المثلثين المكونين للنجمة.
  - تحدد الرؤوس الأربعة للبوصلة برسم نجمة رباعية قطر دائرتها الخارجية يساوي نصف عرض العلم ودائرتها الداخلية هي نفس دائرة النجمة.
- الألوان (بانتون):
  - الأزرق 287C
  - الأصفر 012C
  - الأحمر 199C
  - الأبيض
  - الأسود.[3]